# Lobos Nocturnos
Los Lobos Nocturnos (del ruso: Ночные Волки) son un grupo ruso de motociclistas. El club empezó en Moscú como un grupo informal en 1989 durante la era de la Perestroika de la Unión Soviética. Se convirtió en el primer club de motociclistas oficial de la URSS. Su líder es Alexander Zaldostanov.
Actualmente el grupo tiene varios capítulos en Rusia y en otros territorios postsoviéticos. El líder del club desde 1989 ha sido Alexander Zaldostanov.
El club tiene estrechos enlaces con Vladímir Putin y tiene un sentimiento general prorruso, homofóbico y sexista.
Uno de los miembros es Ramzan Kadyrov.